# جريان البطنة
بلدية جريان البطنة هي بلدية سابقة في دولة قطر. تم تقسيم أرض البلدية بين بلديتي الوكرة والريان في عام 2004. تم توزيع جميع مناطق جريان الباطنة في تعداد عام 2004 - الكرانة، روضة راشد، سودا نثيل، أبو سمرة - تم توزيعها على بلدية الريان بعد ذلك.